# 化州路
化州路是中国元朝时设置的一个路，位于现在的广东省。 
唐朝置罗州、辩州。宋朝废罗州入辩州。复改辩州为化州。元世祖至元十五年（1278年），立化州安抚司。十七年（1280年），改化州路总管府。属海北海南道。一万九千七百四十九户，五万二千三百一十七口。 本路屯田五十五顷有余。 领三县：石龙县（今化州市）、吴川县、石城县（今廉江市）。明太祖洪武元年（1368年）为化州府。七年（1374年）十一月降为化州，以化州治石龙县省入。